# تاریک‌تر از نوری که هرگز خونریزی نمی‌کند
«تاریک‌تر از نوری که هرگز خونریزی نمی‌کند» (به‌انگلیسی: Darker Than the Light That Never Bleeds) یک ترانه از گروه راک آمریکایی لینکین پارک است. این ترانه یک ریمیکس از تاریک‌تر از خون و نوری که هرگز نمی‌آید است؛ هردوی این ترانه‌ها حاصل همکاری استیو آئوکی و لینکین پارک هستند.